# Bulleraceae
Bulleraceae är en familj av basidiesvampar som ingår i ordningen gelésvampar, Tremellales. Familjen upprättades 2016, efter molekylärfylogenetiska studier av klassen Tremellomycetes, av Xin-Zhan Liu, Feng-Yan Bai, Marizeth Groenewald och Teun Boekhout. Den omfattar det 2016 omdefinierade släktet Bullera (fyra arter) och de 2016 nybeskrivna Genolevuria (fyra arter tidigare i Cryptococcus), Fonsecazyma (tre arter, tidigare i Kwoniella och Cryptococcus) samt Pseudotremella (fyra arter, tidigare i Tremella och Cryptococcus) Vidare rekommenderades släktet Biatoropsis (en art, skägglavskrös, beskriven 1934 och tre nybeskrivna 2016), två arter av Sirobasidium, samt två klader av Tremella att ingå i familjen.
Familjen omfattar huvudsakligen anamorfa jästsvampar.

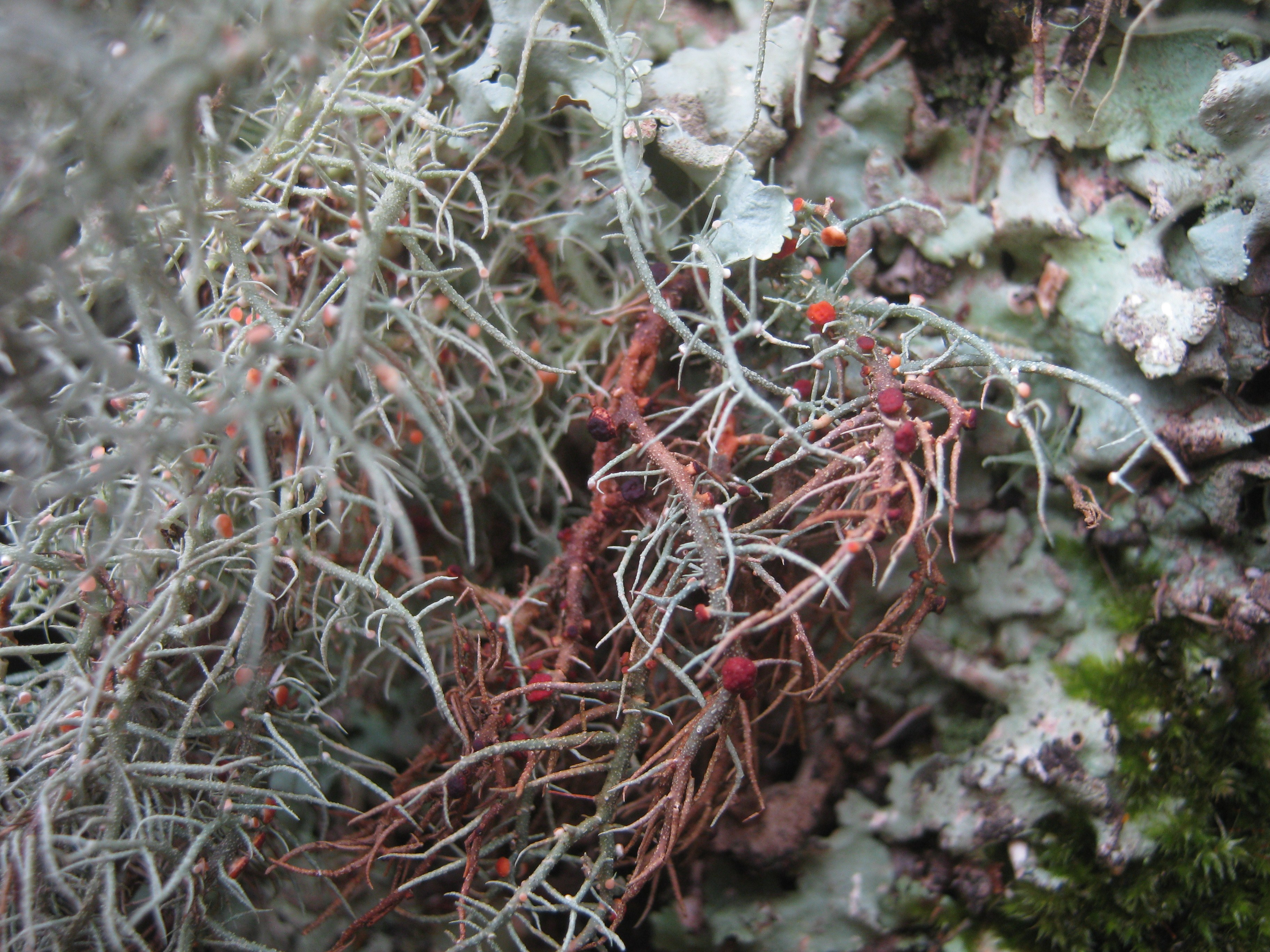
Biatoropsis-arterna bildar galler (de röda kulorna) på skägglavar, här Usnea rubicunda.